# Läroverk för kvinnlig ungdom över konfirmationsåldern

Läroverk för kvinnlig ungdom över konfirmationsåldern, var en svensk flickpension i Stockholm, aktiv mellan 1881 och 1887. 
Skolan grundades av Ingeborg Tauström. Syftet var att utbilda eleverna till hemmafruar, och internateleverna fick dela i hushållsarbetet. I andra avseenden var dock skolan radikal. Det beskrivs som en typisk principskola enligt 1880-talets radikala idéer, och eleverna undervisades i samtida kvinnorörelsen och  Sedlighetsdebattens frågor kring sexualitet och könsroller, så som "legaliserat äktenskapsbrott", det vill säga dubbelmoralen kring prostitutionen. Eleverna fick full valfrihet i två ettåriga klasser. Bland lärarna fanns K. af Geijerstam (nationalekonomi), Curt Wallis, Ellen Fries, Ernst Meyer, Enzio Edström. Skolan var något av ett experiment och stöddes av Artur Hazelius med Adolf Hedin som inspektor. Den låg på Mäster Samuelsgatan 60, i dåvarande kvarteret Riddaren.  